# Котаракът в чизми 2
„Котаракът в чизми 2“ (на английски: Puss in Boots: The Last Wish) е американска компютърна анимация от 2022 г., продуциран от „Дриймуъркс Анимейшън“ и разпространен от „Юнивърсъл Пикчърс“. Като спиноф на поредицата „Шрек“, филмът е продължение на „Котаракът в чизми“ (2011). Режисьор е Джоел Крофърд, и озвучаващия състав се състои от Антонио Бандерас, Салма Хайек, Оливия Колман, Харви Гилен, Самсон Кайо, Уогнър Моура, Антъни Мендез, Джон Мълейни, Флорънс Пю, Да'Вин Джой Рандолф и Рей Уинстоун.
„Котаракът в чизми 2“ е пуснат по кината в Съединените щати на 21 декември 2022 г. от „Юнивърсъл Пикчърс“.

## Актьорски състав
- Антонио Бандерас – Котаракът в чизми (Пух)[6]
- Салма Хайек – Кити Лапичката[7]
- Харви Гилен – Перо, терапевтично куче[7]
- Флорънс Пю – Златокоска[8]
  - Кейли Крофърд – Голди като малка
- Оливия Колман – Мама Мечка[7]
- Рей Уинстоун – Татко Мечок[7]
- Самсон Кайо – Бебе Мечок[7]
- Джон Мълейни – „Големият“ Джак Хорнър[8]
- Уогнър Мура – Вълкът / Смъртта[8]
- Да'Вин Джой Рандолф – Мама Луна
- Антъни Мендез – докторът, който казва на Пух да се пенсионира след като му напомни за неговите осем смъртни случая.[7]
- Кевин Маккан – Етичен бръмбар
- Конрад Върнън – Джинджи
- Коуди Камерън – Пинокио

Шрек и Магарето имат неговореща поява в кратката ретроспекция, както и Имелда в първия филм на „Котаракът в чизми“.

## Награди и номинации
| Награда                              | Категория                  | Номиниран(и)               | Резултат  |
| ------------------------------------ | -------------------------- | -------------------------- | --------- |
| Награди на филмовата академия на САЩ | Най-добър анимационен филм | Най-добър анимационен филм | номинация |
| Награда на БАФТА                     | Най-добър анимационен филм | Най-добър анимационен филм | номинация |
| Златен глобус                        | Най-добър анимационен филм | Най-добър анимационен филм | номинация |

## В България
В България филмът е пуснат на същата дата в „Форум Филм България“ на 2D и 3D.
От 22 юли 2023 г. е достъпен в стрийминг платформата SkyShowtime, обаче само с български субтитри, тъй като нахсинхронния дублаж не е добавен.